# Alessio Castro-Montes
Alessio Castro-Montes (Sint-Truiden, 17 maggio 1997) è un calciatore belga, centrocampista dell'Union Saint-Gilloise.

## Caratteristiche tecniche
È un centrocampista centrale.

## Carriera
Cresciuto nel settore giovanile dell'Anderlecht, nel 2015 è stato acquistato dal Sint-Truiden. Ha esordito in prima squadra il 7 maggio 2016 disputando l'incontro di Pro League perso 3-0 contro il Charleroi.
Il 1º luglio 2017 si è trasferito all'Eupen.

## Statistiche

### Presenze e reti nei club
Statistiche aggiornate al 25 maggio 2025.
| Stagione                    | Squadra                     | Campionato                  | Campionato | Campionato | Coppe nazionali | Coppe nazionali | Coppe nazionali | Coppe continentali | Coppe continentali | Coppe continentali | Altre coppe | Altre coppe | Altre coppe | Totale | Totale | Totale |
| Stagione                    | Squadra                     | Comp                        | Pres       | Reti       | Comp            | Pres            | Reti            | Comp               | Pres               | Reti               | Comp        | Pres        | Reti        | Pres   | Reti   |        |
| --------------------------- | --------------------------- | --------------------------- | ---------- | ---------- | --------------- | --------------- | --------------- | ------------------ | ------------------ | ------------------ | ----------- | ----------- | ----------- | ------ | ------ | ------ |
| 2015-2016                   | Sint-Truiden                | D1                          | 0+1        | 0          | CB              | 0               | 0               | -                  | -                  | -                  | -           | -           | -           | 1      | 0      |        |
| 2016-2017                   | Sint-Truiden                | D1                          | 0          | 0          | CB              | 0               | 0               | -                  | -                  | -                  | -           | -           | -           | 0      | 0      |        |
| Totale Sint-Truiden         | Totale Sint-Truiden         | Totale Sint-Truiden         | 0+1        | 0          |                 | 0               | 0               |                    | -                  | -                  |             | -           | -           | 1      | 0      |        |
| 2017-2018                   | Eupen                       | D1                          | 7+7        | 0          | CB              | 1               | 0               | -                  | -                  | -                  | -           | -           | -           | 15     | 0      |        |
| 2018-2019                   | Eupen                       | D1                          | 13+9       | 1+1        | CB              | 2               | 0               | -                  | -                  | -                  | -           | -           | -           | 24     | 2      |        |
| Totale Eupen                | Totale Eupen                | Totale Eupen                | 20+16      | 1+1        |                 | 3               | 0               |                    | -                  | -                  |             | -           | -           | 39     | 2      |        |
| 2019-2020                   | Gent                        | D1                          | 21         | 2          | CB              | 2               | 0               | UEL                | 8                  | 0                  | -           | -           | -           | 31     | 2      |        |
| 2020-2021                   | Gent                        | D1                          | 31+6       | 6+1        | CB              | 2               | 0               | UCL+UEL            | 3+6                | 0+0                | -           | -           | -           | 48     | 7      |        |
| 2021-2022                   | Gent                        | D1                          | 29+6       | 4+0        | CB              | 5               | 1               | UECL               | 13                 | 0                  | -           | -           | -           | 53     | 5      |        |
| 2022-2023                   | Gent                        | D1                          | 26+5       | 1+0        | CB              | 3               | 0               | UEL+UECL           | 2+9                | 0                  | SB          | 1           | 0           | 46     | 1      |        |
| ago. 2023                   | Gent                        | D1                          | 1          | 0          | CB              | 0               | 0               | UECL               | 3                  | 0                  | -           | -           | -           | 4      | 0      |        |
| Totale Gent                 | Totale Gent                 | Totale Gent                 | 108+17     | 13+1       |                 | 12              | 1               |                    | 44                 | 0                  |             | 1           | 0           | 182    | 15     |        |
| sett. 2023-2024             | Union Saint-Gilloise        | D1                          | 24+9       | 3+1        | CB              | 4               | 0               | UEL+UECL           | 6+4                | 0                  | -           | -           | -           | 47     | 4      |        |
| 2024-2025                   | Union Saint-Gilloise        | D1                          | 15+8       | 1+1        | CB              | 1               | 0               | UCL+UEL            | 2+2                | 0                  | SB          | 1           | 0           | 29     | 2      |        |
| Totale Union Saint-Gilloise | Totale Union Saint-Gilloise | Totale Union Saint-Gilloise | 39+17      | 4+2        |                 | 5               | 0               |                    | 14                 | 0                  |             | 1           | 0           | 76     | 6      |        |
| Totale carriera             | Totale carriera             | Totale carriera             | 218        | 22         |                 | 20              | 1               |                    | 58                 | 0                  |             | 2           | 0           | 298    | 23     |        |

## Palmarès

### Club

#### Competizioni nazionali
- Coppa del Belgio: 2

Gent: 2021-2022
Union Saint-Gilloise: 2023-2024
- Supercoppa del Belgio: 1

Union Saint-Gilloise: 2024
- Campionato belga: 1

Union Saint-Gilloise: 2024-2025